# 和田慎二
和田 慎二（わだ しんじ、本名：岩本 良文（いわもと よしふみ）、1950年4月19日 - 2011年7月5日）は、日本の漫画家。広島県呉市出身。代表作『スケバン刑事』はTVドラマ化・映画化もされるなど高い人気を得た。その他の代表作に『超少女明日香』、『怪盗アマリリス』、『ピグマリオ』、『少女鮫』などがある。漫画原作者・挿絵画家としての仕事も手がけた。

## 略歴
1971年、東海大学在学時に「パパ!」（『別冊マーガレット』9月号）でデビュー。
大学卒業後の1974年に作品『キャベツ畑でつまずいて』の中で、日本で最初に「ロリータ・コンプレックス」という言葉を使ったといわれている。
集英社『別冊マーガレット』、白泉社『花とゆめ』などの少女誌で主に執筆していたが、『少女鮫』の終了後、少年誌やミステリー・ホラー誌などを中心に執筆。その後、白泉社と決裂して版権を引き上げ、メディアファクトリーから新作や過去の代表作を新装出版した。
2011年7月5日、虚血性心疾患のため自宅で死去。61歳没。秋田書店の月刊少女漫画誌『ミステリーボニータ』にて連載中だった『傀儡師リン』（コミックス既刊14巻まで）が遺作となった。

## 作品について
ジャンルは少女漫画に分類されるが、作風としては壮大なファンタジーに加えて大胆なアクションを取り入れたものが多い。

### スケバン刑事
『スケバン刑事』は根強い人気がある作品であり、コミックは累計で2000万部を超えている。また、実写作品としてシリーズでテレビドラマ化されている。1985年にフジテレビと東映の制作により主人公・麻宮サキを斉藤由貴が演じた第1シリーズは和田の意向がほとんど反映されず、和田自身が納得のいく内容ではなかったが高視聴率作品となった。以後、麻宮サキ役は南野陽子、浅香唯が演じてこれらのシリーズも高視聴率を記録し映画版も作成されるなど好評だった。なお、和田は『II』のみ好意的な評価を下している。テレビシリーズ3作目において、和田は「ただのスケバンが強い敵を倒すのが『スケバン刑事』の面白さだ。スーパーヒーローものがやりたければ他でやれ!」「自分の為だけに闘うヒロインがあるか? なぜ学生刑事が生まれてきたのかを理解していない!」と激怒し、その後は『スケバン刑事』の新作のオファーが来ても断っていた。しかし主役が大ファンだった「あやや」ならということで映画化を許諾し、テレビシリーズ終了後の2006年には4代目となる主人公・麻宮サキを松浦亜弥が主演、深作健太監督作品として映画化された。

### 登場人物
和田の作品には、一度出演したキャラクターが後の作品で再登場する例がたびたびある。
例として、代表作の『スケバン刑事』では神恭一郎、海堂美尾、沼重三、スガちゃんなど。これらのキャラクターは彼の他の作品にも登場しており、特に神恭一郎は和田がデビュー当時より執筆を続けていた単発読切シリーズの一つである『神恭一郎シリーズ』の主人公である（なお、『スケバン刑事』の第二部は、『神恭一郎シリーズ』の完結編という意味合いも持つ）。『スケバン刑事』終了後は神は死亡したとして、同作品のキャラクターだったムウ・ミサが探偵事務所を引き継いだ。沼重三は『大逃亡』ではヒロインの江木真里亜を追い詰める保護司として悪役を演じていたが、ヒロイン・麻宮サキの担任教師となった『スケバン刑事』では彼が真里亜の墓参りをする場面が存在し、物語が地続きであることが明かされる。さらに沼重三は作中で出会った渡辺由梨を妻に迎えた後、彼女とともに『超少女明日香シリーズ』にも出演している。スガちゃんは、『スケバン刑事』後は『怪盗アマリリス』で主人公宅のお手伝いさんとしてレギュラー出演している。「シリーズ 風がめざめる時代（とき）」三部作の藤野病院とその院長である藤野医師は『スケバン刑事』、『怪盗アマリリス』にも同様の役柄で登場する。
和田自身もデビュー初期の兄貴シリーズから、漫画家の「岩田慎二（いわた しんじ）」通称「岩（がん）さん」や「ヒゲクマ」の名で劇中に登場している。また、実写でも『スケバン刑事II 少女鉄仮面伝説』の劇場版『スケバン刑事』（1987年）においてヨーヨー売りのおじさん役でカメオ出演している。

### スターシステム
和田は、手塚治虫のスター・システムを積極的に継承している漫画家のひとりである。しかも、人間の顔に関する二通りの考え方（「顔が似ているから性格も似ている」と「顔は同じであるが性格はまったく違う」）のどちらも取り入れている。例えば、『怪盗アマリリス』の黒沢ゆかりと『超少女明日香 黄金のドクロが笑う』の黒百合島のアッパラパー娘は同じ性格・同じ役割を持つのに対し、『恐怖の復活』の鳴海麻矢と『スケバン刑事』の鳴海碧子は、まるで違う役柄を演じ分けた例である。『少女鮫』の石動医師と『Lady Midnight』の木場刑事、『怪盗アマリリス』の麻丘社長と『傀儡師リン』のバイオリニスト麻丘雅（これに関しては名前が一緒）も、一人の役者が異なる役を演じていると考えることができる。海堂美緒は『バラの追跡』では神の親友・西園寺京吾を父の敵として闘うが、『バラの迷路』では夫婦であり敵という関係になっている。
なお、『愛と死の砂時計』では一見正直者だが、実際は強欲な老人だった用務員が『スケバン刑事』ではサキの母ナツの昔馴染であり、サキのおしめを替えたこともあると語る好々爺として描かれた。『超少女明日香』に登場する芙蓉夫人のスパイ・八雲は、『スケバン刑事』では信楽老の部下、『怪盗アマリリス』では、マナベプロの新社長・八雲翔、『傀儡師リン』では、阿積美保の弟・阿積八雲として出演した。『呪われた孤島』で悪魔の女医・日下部亜矢の悪行を知りながら愛する助手・遠藤は『騎士よ…』ではドン・キホーテ（と自らを思い込んでいる月面基地司令官）のお供として活躍を見せた。

## 作品リスト

### 連載・読み切り
- 洋子の海[注釈 2]
- 〈マックとユミ〉シリーズ
  - 四次元コート[注釈 3]
  - バラ屋敷の謎
- 呪われた孤島
- 炎の剣
- 騎士よ…
- 夏に来たイブ
- 愛と死の砂時計
- オレンジは血の匂い
- 5枚目の女王（クイーン）
- 朱雀の紋章
- アラビアン狂想曲
- 大逃亡
- Lady Midnight
- 怪盗アマリリス
- 姉貴は年下!?
- 銀色の髪の亜里沙
- クマさんの四季
- ケンタッキーのクマ母さん
- 少女鮫
- スケバン刑事
  - 校舎は燃えているか
  - スケバン刑事if[注釈 4]
  - 深海魚は眠らない[注釈 5]
  - バラの追跡[注釈 6]
- 忍者飛翔
- ピグマリオ
- ラムちゃんの戦争
- わが友フランケンシュタイン
- 左の眼の悪霊 → 左の目の悪霊[注釈 7] → 左の眼の悪霊[注釈 8]
- あさぎ色の伝説
- 超少女明日香シリーズ
- 緑色の砂時計
- 恐怖の復活（ホラー・リザレクション）
- 傀儡師リン
- 〈恵子とパパ〉シリーズ
  - パパ!
  - バニラ・エッセンスの午後[注釈 9]
  - 白い学生服
  - パパとパイプ
  - パパにくびったけ
  - ライダーより愛をこめて
  - 時計じかけのオレンジ・ジャム[注釈 10]
  - いとこにキッス!
  - ホットケーキ物語[注釈 11]
- 〈エコと兄貴さま〉シリーズ
  - 私と兄貴のアップルパイ
  - キャベツ畑でつまずいて

また、当時の『マーガレット』や『花とゆめ』の漫画家たちとコラボレーションしていた事もある（例：『スケバン刑事』と『ガラスの仮面』美内すずえ、『超少女明日香』と『紅い牙』柴田昌弘など）。

### 漫画原作
- 白龍（絵：衣谷遊）
- 神に背を向けた男（絵：浜田翔子）
- ブレイズ （絵：はしもとさかき）
- ドラゴンアイズ（絵：葉月暘子）
- ブラック・マスク-黒仮面-（絵：葉月暘子）
- 一角獣（UNICORN）（絵：葉月暘子）
- クレオパトラブレスト（絵：葉月暘子）
- CROWN（絵：氷栗優）
- ネメシスの剣（絵：伊藤伸平）
- リオン（絵：島崎譲）
- Kiyoshirou伝奇ファイル（絵：細雪純）
- オーディンの薔薇（絵：富樫じゅん）

### キャラクターデザイン
- クラッシャージョウ（1983年、松竹富士系） - 劇場版アニメ映画。スペシャル・デザイン（ゴビー）

### イラスト
- ドーム郡ものがたり（1981年、著：芝田勝茂、福音館土曜日文庫）

### 画集ほか
- 『チェリッシュ・ギャラリー 和田慎二自選複製原画集』（白泉社、1979年7月20日第1刷発行）ISBN 4-592-74008-4
- 『和田慎二 全コレクション』（白泉社、1983年5月25日第1刷発行）ISBN 4-592-73017-8
- 『和田慎二 CD-ROM画集 Macintosh & Windows』（ガイナックス、1997年発行）GX-WADA
- 『和田慎二ARTWORKS 戦う美少女伝説』（玄光社、2022年1月31日初版発行）ISBN 978-4-7683-1583-5

## 関連人物

### 交友
- 吾妻ひでお
- 高千穂遙
  - 高千穂が設立した有限会社クリスタルアートスタジオ（現：スタジオぬえ）のスタッフを介して知り合った。和田が好きなインバネスコートについて、入手が困難であることを高千穂に話したところ、高千穂はオーダーメードのインバネスコートを父親に作らせた[12]。
- 竹本泉
- 美内すずえ
- 山田ミネコ
  - 共に鈴木光明の門下生。雑誌、単行本の紹介記事の特集では互いに寄稿している。
- 森勇気
  - 元々和田の熱烈なファンであり、ファンクラブにも所属していた漫画家。生前の和田との共作やアシスタント経験もある。

### アシスタント
- 柴田昌弘
- 早坂未紀
- 乱丸